# Jacques Marquet de Montbreton de Norvins
Jacques Marquet de Montbreton, baron de Norvins, né le 18 juin 1769 à Paris et mort le 30 juillet 1854 à Pau, est un homme politique et écrivain français.

## Biographie
Issu d'une riche famille de financiers (la famille Marquet), Jacques Marquet de Montbreton est le fils de Jean-Daniel Marquet de Montbreton (1724-1798), receveur général des finances à Grenoble puis à Rouen, et de sa seconde femme, Étienne-Esther Soubeyran (†1802).
Conseiller au Châtelet de Paris à l'âge de 20 ans, il voit sa carrière dans la magistrature interrompue par la Révolution française qui le pousse à émigrer avec ses parents. Il sert quelque temps en Autriche. Après le coup d'État du 18 fructidor an V (1797), il rentre en France, est arrêté et traduit devant un conseil de guerre. Il obtient un sursis grâce à l'intervention de Madame de Staël (son oncle avait été l'un des proches collaborateurs de Necker) et recouvre la liberté après le 18 brumaire.
Il embrasse alors totalement la cause de Napoléon Bonaparte. D'abord secrétaire du préfet de la Seine, il entre comme secrétaire au service du général Leclerc qu'il accompagne à Saint-Domingue. Il fait ensuite la campagne de Prusse dans les gendarmes d'ordonnance. Il devient secrétaire général du ministère de la Guerre du royaume de Westphalie, puis chambellan de la Reine Catherine et enfin chargé d'affaires auprès du grand-duché de Bade. Il est fait chevalier de Norvins et de l'Empire le 28 octobre 1808 et devient directeur de la police des États romains (1810-1814).
Après 1815, il est écarté des affaires publiques. Il habite avec ses frères la maison familiale du no 8 rue d'Anjou à Paris où il s'occupe, pendant une quinzaine d'années, à la publication d'ouvrages destinés à entretenir la flamme de l'épopée impériale. Il épouse le 11 décembre 1823 Mélanie-Laure Thiébault, fille du général-baron Thiébault, dont il a deux enfants, Fernand (1824-1868), capitaine des zouaves, et Laure Césarine Louise Isabelle (1828-1890), épouse Henri, 2e baron Gengoult († 1876), lieutenant-colonel.
Son Histoire de Napoléon paraît en 1827 et remporte un grand succès, inaugurant une série de publications qui vont lancer la légende napoléonienne en présentant Napoléon comme un héros révolutionnaire. Elle sera rééditée sous le Second Empire et souvent donnée comme prix dans les collèges et les écoles primaires. Il compose également une Histoire de la Révolution faisant suite à l’Histoire de France d'Anquetil et collabore à diverses publications.
Sous la monarchie de Juillet, il devient préfet de la Dordogne (19 août 1830 - 14 mai 1831) puis préfet de la Loire (14 mai 1831 - 27 juillet 1832).

## Œuvres
- Les Ruines et les monuments, poème dithyrambique, 1806, lire en ligne sur Gallica
- Sur la guerre actuelle et ses résultats, 31 mai 1815
- De l'intérêt de l'époque actuelle, 1819
- Tableau de la Révolution française, depuis son origine jusqu'en 1814, 1819
- L'Immortalité de l'âme, ou les Quatre âges religieux, poème en 4 chants, 1822
- Portefeuille de 1813, ou Tableau politique et militaire renfermant, avec le récit des événements de cette époque, un choix de la correspondance inédite de l'empereur Napoléon et de celle de plusieurs personnages distingués, soit français, soit étrangers, pendant la première campagne de Saxe, l'armistice de Plesswitz, le congrès de Prague et la seconde campagne de Saxe, 1825
- Histoire de Napoléon, 1827

Il est, avec Arnault, Jay et Jouy, un des auteurs de la Biographie des Contemporains.

## Sources
- Le Passe-Temps n°322 (15 mai 1861), pp. 311-312, article biographique "Norvins" (orné d'un portrait) signé Le Diable Boiteux, dans la chronique Les Contemporains en pantoufles (CCXLVI)
- Marie-Nicolas Bouillet  et Alexis Chassang (dir.), « Jacques Marquet de Montbreton de Norvins » dans Dictionnaire universel d’histoire et de géographie, 1878 (lire sur Wikisource)
- Georges Hartmann, L'Hôtel, rue d'Anjou, où mourut La Fayette, extrait du Bulletin de la Société historique et archéologique des VIIIe et XVIIe arrondissements, Paris, Librairie ancienne Édouard Champion, 1921, p. 23-24.
- Revue du Souvenir napoléonien, n° 458, avril-mai-juin 2005, pp. 67-68.